# Rétrospective (roman)
Rétrospective (en hébreu : חסד ספרדי signifiant « Grâce espagnole ») est un roman israélien d'Avraham Yehoshua publié originellement en 2011.
La traduction en français paraît le 29 août 2012 aux éditions Grasset. Le roman reçoit la même année le prix Médicis étranger.

## Historique
Le roman reçoit le 6 novembre 2012 le prix Médicis étranger.

## Résumé
Un cinéaste israélien âgé, Yaïr Mozes, est invité à Saint Jacques de Compostelle pour une rétrospective d'œuvres de jeunesse, en compagnie de son actrice fétiche, Ruth, avec qui il entretient une relation affective complexe. Revenu en Israël, le réalisateur entreprend de fouiller sa mémoire en retournant, 40 ans après, sur les lieux de tournage. C'est aussi l'occasion pour lui de nourrir de nouveaux projets, mû par un désir puissant pour les femmes qu'il croise ou qui l'entourent, désir aiguillonné par la conscience du peu de temps qui lui est désormais accordé. Cette quête le pousse à vouloir se réconcilier avec son ancien scénariste, Trigano, qui n'a jamais pardonné à Mozes de n'avoir pas tourné une scène écrite (et à Ruth - à l'époque sa muse - d'avoir refusé de la faire). Cette scène est celle de la Charité romaine, dans laquelle de nombreux artistes - au cours des siècles - ont représenté une jeune femme allaitant son père prisonnier. Ce dialogue entre Mozes, Ruth et Trigano, à 40 ans de distance, constitue le cœur de l'ouvrage.

## Éditions
- Éditions Grasset, 2012  (ISBN 978-2-246-77151-7).